# Нью-Сейлем (Пенсільванія)
Нью-Сейлем (англ. New Salem) — місто (англ. borough) в США, в окрузі Йорк штату Пенсільванія. Населення — 822 особи (2020).

## Географія
Нью-Сейлем розташований за координатами 39°54′13″ пн. ш. 76°47′29″ зх. д. / 39.90361° пн. ш. 76.79139° зх. д. (39.903696, -76.791318).  За даними Бюро перепису населення США в 2010 році місто мало площу 1,22 км², уся площа — суходіл.

## Демографія
Згідно з переписом 2010 року, у селищі мешкали 724 особи в 290 домогосподарствах у складі 218 родин. Густота населення становила 591 особа/км².  Було 318 помешкань (260/км²).
Расовий склад населення:
| - 96,1 % — білих - 2,5 % — чорних або афроамериканців - 0,1 % — азіатів |

До двох чи більше рас належало 1,2 %. Частка іспаномовних становила 1,7 % від усіх жителів.
За віковим діапазоном населення розподілялося таким чином: 20,7 % — особи молодші 18 років, 59,7 % — особи у віці 18—64 років, 19,6 % — особи у віці 65 років та старші. Медіана віку мешканця становила 45,3 року. На 100 осіб жіночої статі у селищі припадало 108,0 чоловіків;  на 100 жінок у віці від 18 років та старших — 100,7 чоловіків також старших 18 років.
Середній дохід на одне домашнє господарство  становив 85 420 доларів США (медіана — 84 167), а середній дохід на одну сім'ю — 93 042 долари (медіана — 89 773). За межею бідності перебувало 4,3 % осіб, у тому числі 0,0 % дітей у віці до 18 років та 13,7 % осіб у віці 65 років та старших.
Цивільне працевлаштоване населення становило 434 особи. Основні галузі зайнятості: роздрібна торгівля — 24,0 %, виробництво — 23,3 %, освіта, охорона здоров'я та соціальна допомога — 21,7 %.